# Autobusna linija br. 117 u Zagrebu
Linija 117 (Črnomerec – Jarun) dnevna je autobusna linija u Zagrebu.
Prometuje na trasi: Črnomerec (Prilaz baruna Filipovića → Selska cesta → Ilica) – Zagrebačka cesta – Ulica kralja Tomislava – Ulica Dragutina Golika – Hrgovići – Jarunska ulica – Augusta Piazze

## Povijest
Linija je uvedena 10. veljače 2025. kako bi međusobno povezala Jarun, Voltino i Črnomerec.

### Autobusna linija Ljubljanica – Stenjevec
Prethodno je pod brojem 117 prometovala autobusna linija na relaciji Ljubljanica – Stenjevec koja biva ukinuta 16. ožujka 2009. zbog preusmjerenja linije 119 s Aleje grada Bologne na Samoborsku cestu, čime je ta linija izgubila svoju svrhu.

## Vanjske poveznice
- Vozni red linije 117